# Вахпетон
Вахпетон или по-правилно Уахпетон е едно от четирите основни племена на източните сиукси или дакота, известни също и като сантии (от исанти – нож в езика дакота). Останалите три са мдевакантон, вахпекуте и сиситон. Според Луис и Кларк през 1804 г. племето живее на река Минесота, точно над устието и като територията им се разширява чак до устието на река Чипеуа и на североизток до река Кроу Уинг. Племето ловува бизони на река Мисисипи, преследвайки стадата чак до река Ръм и в равнините около река Минесота. По-късно се преместват на река Минесота близо до вахпекуте като селата им се простират далеч нагоре по реката почти до изворите и. Едно от основните им села е разположено близо до Лак Куа Парле, където мисионери основават мисия през 1835 г. Мисионерите отбелязват, че племето тогава наброява около 1500 души.
Според Стивън Лонг тези индианци са добре сложени, но не много високи. Мъжете през повечето време ходят само с набедреник, но много от младите мъже се обличат с хубави дрехи, за да изглеждат красиво. Мъжете обичат да носят различни накити и орнаменти закупени от белите търговци, докато жените не носят украшения и изглежда не се грижат много за външния си вид. За жилища използват типита и въпреки че засаждат по малко царевица основната си храна набавят от бизоните, които преследват през по-голямата част от годината.

## Име
Вахпетон (Уахпетон) е съкратено от Уахпетонуан (от уахпе – листо и отонуе – село), което на езика дакота се превежда като Село сред листата (на широколистни дървета).

## Подразделения
През 1804 г. Луис и Кларк отбелязват две подразделения на племето:
- Уакпаотонуан
- Отекиотонуан

Паркър добавя:
- Инянчеякаотонуан
- Инкпа

През 1884 г. Едуард Ашли дава следните подразделения:
- Инянчеякаотонуан – Село на бързейте
- Такапсинтонуанна – Село на насипа
- Уиякаотина – Обитатели сред пясъците
- Отехиотонуан – Село на реката
- Уитаотина – Обитатели на острова (уита – остров)
- Уакпаотонуан – Село на реката
- Чанкагаотина – Обитатели на дървени колиби
- Инкпа
- Мдейедан
- Инянгмани[1][2]